# Affimet
Affimet était une filiale de Pechiney spécialisée dans l'affinage de l'aluminium et la production d'alliages de moulage de seconde fusion, vendue en 2007 à la société britannique Recovco.
Le groupe Aurea reprend les actifs à la suite de la cessation de paiement de Recovco Affimet, la société devient Regeal.
Regeal a son siège social à Paris et une usine à Compiègne.
En 2016, la fonderie d’aluminium de Compiègne bénéficie d’un investissement de 4 millions d’euros pour un four rotatif supplémentaire.  
Regeal  estime à 67 millions d’euros de chiffre d'affaires dont 50 % à l'export avec 84 salariés.

## Présentation
Son principal site industriel se trouve à Compiègne (Oise). Créé en 1966, il produit des alliages de moulage de seconde fusion, qui sont vendus essentiellement aux fonderies, fournisseurs de l'industrie automobile. Un investissement réalisé en 1998 a permis à Affimet de produire également des alliages de moulage de première fusion.
Les déchets d'aluminium sont achetés sur le marché, contrôlés, triés, puis fondus dans des fours de fusion rotatifs à bain de sel. Le métal liquide est alors versé dans des fours d'élaboration, dans lesquels il est rendu conforme aux normes de composition chimique demandées par les clients. Les alliages d'aluminium de seconde fusion ainsi obtenus sont ensuite livrés soit sous forme liquide, expédié chez le client dans des poches de transport, soit sous forme de lingots.
Les alliages de moulage d'aluminium de première fusion sont obtenus en refondant des lingots d'aluminium pur, provenant directement d'usines d'électrolyse. ISAMONA KIJKEN

## Histoire
L'activité d'affinage démarre en 1966, sous le nom d'Affifrance. En 1971, Affifrance fusionne avec le site Pennaroya à Dammarie-lès-Lys, pour devenir Affimet. En 1983, le Groupe Pechiney rachète à Pennaroya les 40 % qu'elle détenait et regroupe toutes les activités industrielles à Compiègne après l'arrêt de l'activité aluminium du site de Dammarie-lès-Lys. 